# 물랭
물랭(프랑스어: Moulins)은 프랑스 알리에주의 주도이다. 프랑스 중부에 위치해 있다.
물랭에 있는 앤 드 뷔주 박물관의 만틴 맨션은 많은 관광객들이 주로 찾는 코스이다.

## 지리
물랭은 알리에 강의 강둑에 위치해 있다.

## 역사
프랑스 혁명 이전, 물랭은 부르봉 왕조의 수도이자 부르봉 공작의 저택이 자리한 곳이었다. 문헌상에 등장하는 바로는 최소 990년경까지 거슬러 올라간다. 1232년에는 부르봉의 아르샹보 8세가 마을 주민들에게 시민권을 주었다.
1327년에는 샤를 4세가 클레르몽의 루이 1세를 부르봉 공으로 봉하면서 마을의 명성도 덩달아 올라가게 되었다. 당시 루이 1세 공작은 부르봉라르샹보에서 이곳 물랭으로 지방 수도를 옮겼다고 전해지는데, 그 이후의 피터 2세 공작, 오베르뉴 공작이 옮긴 것이라는 설도 있다.
1566년 2월에는 사법과 봉건, 종교 특권에 관한 여러 사항을 다룬 중대 왕실 칙령인 <물랭 칙령>이 이곳의 이름을 따와 반포됐다. <물랭 칙령>에는 프랑스의 왕자가 소유한 아파나주 (속지)의 제한, 영주가 농노들에게 요구하던 지대 수령권 폐지, 강에 대한 사용 특권 체계의 조항 등이 담겼다.
물랭은 19세기의 유명 오페라 바리톤이자 예술 수집가였던 장밥피스트 포르가 태어난 곳이다. 코코 샤넬 역시 고아로 지내던 어린 시절 이곳 물랭에 있는 학교를 다녔고, 이후 파리로 이사를 가서 패션 디자이너가 되어 여성 패션에 큰 획을 그었다.

## 인구
| 연도 | 인구   | ±%    |
| ---- | ------ | ----- |
| 2006 | 20,599 | —     |
| 2007 | 20,251 | −1.7% |
| 2008 | 19,760 | −2.4% |
| 2009 | 19,837 | +0.4% |
| 2010 | 19,590 | −1.2% |
| 2011 | 19,094 | −2.5% |
| 2012 | 18,959 | −0.7% |
| 2013 | 19,474 | +2.7% |
| 2014 | 19,762 | +1.5% |
| 2015 | 19,697 | −0.3% |
| 2016 | 19,613 | −0.4% |

## 교통
마을 중심에 물랭 수 알리에 역이 있으며, 파리 리옹 역까지 직통 열차를 타면 약 2시간 25분 정도 걸린다.
물랭 근처에 작은 공항인 몽베니 공항이 있다.

## 유명한 사람
- 코코 샤넬, 패션 디자이너, 물랭에서 카바레 가수를 한 적이 있었다.
- 스테판 리자시, 농구선수이자 프랑스 국가대표, 물랭 출신
- 장바티스트 포르, 오페라 성악가, 물랭 출신
- 클로드 루이 헥토르 드 빌라, 프랑스 대원수 (1653–1734), 물랭 출신

## 같이 보기
- 물랭 대성당
- 물랭의 교구
- AS 물랭
- 알리에 주의 코뮌 목록

## 참고 문헌
- INSEE